# Komoča
Komoča est une commune du district de Nové Zámky, dans la région de Nitra, en Slovaquie.

## Histoire
La première mention écrite du village date de 1416.

## Démographie

### Évolution de la population
| Année:               | 1994. | 2004.   | 2014.   | 2024.   |
| -------------------- | ----- | ------- | ------- | ------- |
| Nombre de personnes: | 968   | 924     | 940     | 930     |
| Différence:          |       | -4,54 % | +1,73 % | -1,06 % |

| Année:               | 2023. | 2024.   |
| -------------------- | ----- | ------- |
| Nombre de personnes: | 922   | 930     |
| Différence:          |       | +0,86 % |